# Archie Griffin (rugby à XV)
Pour les articles homonymes, voir Archie Griffin et Griffin.

a Compétitions nationales et continentales officielles uniquement.

b Matchs officiels uniquement.
Dernière mise à jour le 21 décembre 2024.
Archie Griffin, né le 24 juillet 2001 à Sydney (Australie), est un joueur international gallois de rugby à XV jouant au poste de pilier droit à Bath Rugby.

## Biographie

### Jeunesse et formation
Archie Griffin naît en Australie mais est originaire du pays de Galles par ses parents. Il rejoint le centre de formation de Bath Rugby à l'âge de 13 ans, après avoir également vécu à Singapour jusqu'à l'année précédente. Il fréquente Cheam, dans le Berkshire, puis le Marlborough College, dans le Wiltshire. Il signe son premier contrat professionnel avec Bath Rugby en février 2019,.
Au niveau international, Archie Griffin représente dans un premier temps le pays de Galles en moins de 18 ans, puis en moins de 20 ans pour le Tournoi des Six Nations des moins de 20 ans 2020.

### Carrière professionnelle
Archie Griffin fait ses débuts en équipe première avec Bath Rugby contre les Exeter Chiefs le 26 novembre 2022 lors d'un match de Coupe d'Angleterre. En 2023, pour la seconde partie de saison 2022-2023, il est prêté au Richmond FC, club évoluant en deuxième division anglaise. Il joue son premier match avec cette équipe lors d'une défaite contre les Ealing Trailfinders,.
Il fait son retour à Bath Rugby durant la saison 2023-2024, et commence à obtenir du temps de jeu avec son club formateur. Au mois de janvier 2024, il signe notamment une prolongation de contrat de trois ans. Archie Griffin est sélectionné pour la première fois de sa carrière avec le pays de Galles pour le Tournoi des Six Nations 2024. Il obtient sa première sélection en entrant en jeu lors de la deuxième journée du tournoi contre l'Angleterre. Il se blesse ensuite et doit déclarer forfait pour la suite du Tournoi. Il est alors remplacé par Harri O'Connor. En fin de saison, son équipe perd la finale de Premiership sur le score de 25 à 21 contre les Northampton Saints. Griffin ne prend pas part à cette finale. Griffin est ensuite appelé par Warren Gatland pour la tournée d'été en Australie.
Il est de nouveau appelé avec le pays de Galles pour la tournée d'automne de la même année.

## Palmarès
- Bath Rugby
  - Finaliste du Championnat d'Angleterre en 2024.
  - Vainqueur du Championnat d'Angleterre en 2025.